# Detlef Kraus
Detlef Kraus (* 30. November 1919 in Hamburg; † 7. Januar 2008 ebenda) war ein deutscher Pianist. Er war ein weltweit angesehener Brahms-Interpret.

## Leben
Detlef Kraus gab sein erstes Konzert als Sechzehnjähriger mit dem Wohltemperierten Klavier (Band 1 und 2) von Johann Sebastian Bach. Späterer Schwerpunkt war das Werk von Johannes Brahms, das er zusammen mit Dirigenten wie Heinz Wallberg, Ferenc Fricsay, Rafael Frühbeck de Burgos, Eugen Jochum, Hans Knappertsbusch, Joseph Keilberth, Kurt Masur, Wolfgang Sawallisch und Hans Schmidt-Isserstedt in aller Welt, unter anderem in New York City, Tokio, London und Berlin, aufführte, darunter auch als Erstaufführungen.
Kraus stand 1944 in der Gottbegnadeten-Liste des Reichsministeriums für Volksaufklärung und Propaganda und war damit vom Kriegsdienst befreit.
Von 1944 bis 1948 wirkte er als Lehrer an der Schule für Musik und Theater in Hamburg, von 1950 bis 1959 am Konservatorium Osnabrück und danach an der Folkwanghochschule in Essen, an der er 1963 zum Professor ernannt wurde.
Von 1982 an war er Präsident, später Ehrenpräsident, der Johannes-Brahms-Gesellschaft in Hamburg; er initiierte dort den ersten Brahms-Wettbewerb. Kraus hat zahlreiche Aufsätze über Brahms veröffentlicht.
Detlef Kraus starb im Januar 2008 im Alter von 88 Jahren an den Folgen eines Herzinfarkts.

## Ehrungen und Auszeichnungen
- 1961: Kulturpreis der Stadt Kiel
- 1975: Brahmspreis der Stadt Hamburg
- 1989: Johannes-Brahms-Medaille des Senats der Stadt Hamburg
- 1997: Brahms-Preis der Brahms-Gesellschaft Schleswig-Holstein